# Biophysical Society
Die Biophysical Society (Biophysikalische Gesellschaft) ist eine US-amerikanische wissenschaftliche Gesellschaft. Ihre Gründung wurde im März 1957 während der ersten amerikanischen Biophysik-Konferenz in Columbus, Ohio beschlossen und geht zurück auf die Initiative eines vierköpfigen Komitees. Dieses wurde bereits im April 1956 in Atlantic City bei einer Versammlung interessierter Wissenschaftler gewählt.
Während der ersten Konferenz wurde ein Übergangsgremium gewählt, welches später Robley C. Williams als ersten Präsidenten der Gesellschaft bestimmte. Unter dem Vorsitz von Max A. Lauffer entwickelte ein Komitee eine Satzung, mit deren Verabschiedung während der Zweiten Biophysik-Konferenz im Jahr 1958 die Gesellschaft formal gegründet wurde.
Der Sitz der Gesellschaft liegt in Bethesda, Maryland, USA.

## Aktivitäten
Die Gesellschaft publiziert die wissenschaftliche Zeitschrift Biophysical Journal und veranstaltet eine jährliche Konferenz (Biophysical Society’s Annual Meeting), die nach eigenen Angaben mit ca. 6000 Teilnehmern das weltweit größte Treffen von Biophysikern darstellt. Die Gesellschaft vergibt jährlich eine Reihe von Wissenschafts- und Förderpreisen sowie Stipendien.